# Clive Donner
Clive Donner (West Hampstead, Londres, 21 de gener de 1926 - Londres, 7 de setembre de 2010) va ser un director, muntador, guionista i productor anglès.

## Biografia
Clive Donner era el fill d'un violinista, la seva mare tenia un negoci de roba. Els avis eren immigrants polonesos. Va començar al cinema mentre estudiava al Kilburn Polytechnic, com a ajudant de muntage als Denham Studios, feina que va aconseguir gràcies al seu pare, que era a l'estudi per enregistrar la banda sonora per a la pel·lícula de 1943 Coronel Blimp.
La seva carrera es va interrompre pel seu servei militar a la Segona Guerra Mundial. La seva primera pel·lícula com a director va ser el 1957. El 1963 va rodar l'adaptació de l'obra de teatre Der Hausmeister de Harold Pinter amb Alan Bates i Donald Pleasence. Va rebre per aquesta feina en el Festival de Berlín 1963 un Os de plata. La seva pel·lícula més coneguda va sortir el 1965 amb moltes estrelles: Com va això, gateta?. En els anys següents va rodar sobretot literatura per la televisió britànica.
Va ser el marit de l'estilista Jocelyn Ryckards.

## Filmografia
Filmografia:

### Com a director
- 1955: I Am a Camera
- 1957: The Secret Place
- 1958: Heart of a Child
- 1960: Danger Man (sèrie TV)
- 1960: Marriage of Convenience
- 1961: Sir Francis Drake (sèrie TV)
- 1961: The Sinister Man
- 1962: Some People
- 1963: The Caretaker
- 1964: Nothing But the Best
- 1965: Com va això, gateta? (What's New, Pussycat)
- 1967: Here We Go Round the Mulberry Bush
- 1967: Luv
- 1969: Alfred the Great
- 1974: Vampira
- 1976: Rogue Male (TV)
- 1977: Spectre (TV)
- 1977: The Three Hostages (TV)
- 1978: She Fell Among Thieves (TV)
- 1978: El lladre de Bagdad (The Thief of Baghdad) (TV)
- 1980: The Nude bomb
- 1981: Charlie Chan i la maledicció de la reina (Charlie Chan and the Curse of the Dragon Queen)
- 1982: Oliver Twist (TV)
- 1982: La Pimpinella Escarlata (The Scarlet Pimpernel) (TV)
- 1984: To Catch a King (TV)
- 1984: A Christmas Carol (TV)
- 1985: Merlí i Excalibur (Arthur the King) (TV)
- 1986: Dead Man's Folly (TV)
- 1986: Babes in Toyland (TV)
- 1988: Stealing Heaven
- 1990: Arrivederci Roma
- 1990: Not a Penny More, Not a Penny Less (TV)
- 1992: Terror Stalks the Class Reunion (TV)

### com a muntador
- 1944: On Approval
- 1944: Cada cop més alt (The Way Ahead)
- 1949: The Passionate Friends
- 1950: Madeleine
- 1951: Pandora and the Flying Dutchman
- 1951: Scrooge
- 1952: The Card
- 1952: Meet Me Tonight
- 1953: The Million Pound Note
- 1953: Genevieve
- 1954: La plana encesa (The Purple Plain)

### Productor
- 1967: Here We Go Round the Mulberry Bush

### com a guionista
- 1966: The Machine Stops (TV)

## Premis i nominacions
Nominacions
- 1963: Os d'Or per The Caretaker